# Hot Tuna (album)
Albums de Hot Tuna
First Pull Up, Then Pull Down
(1971)
Hot Tuna est le premier album du groupe de blues-rock Hot Tuna. Sorti en 1970, il a été enregistré lors du concert au New Orleans House à Berkeley en Californie.
Hot Tuna sera plus tard influencée par le rock, mais ils ont commencé à jouer du blues traditionnel. Le groupe a été constitué par Jorma Kaukonen et Jack Casady comme projet latéral de Jefferson Airplane dans lequel ils jouaient. Sur ce premier album, Kaukonen joue de la guitare acoustique et Casady de la guitare basse avec Will Scarlett à l'harmonica. L'album s'est classé n° 30 au classement Billboard.

## Titres

### Face 1
1. Hesitation Blues (traditionnel arrangement Kaukonen / Casady) – 5:05
2. How Long Blues (Leroy Carr) – 3:24
3. Uncle Sam Blues (traditionnel arrangement Kaukonen / Casady) – 5:04
4. Don't You Leave Me Here (Jelly Roll Morton) – 2:50
5. Death Don't Have No Mercy (Reverend Gary Davis) – 6:10

### Face 2
1. I Know You Rider (traditionnel arrangement Kaukonen / Casady) – 3:59
2. Oh Lord, Search My Heart (Reverend Gary Davis) – 3:47
3. Winin' Boy Blues (Jelly Roll Morton) – 5:25
4. New Song (For the Morning) (Kaukonen) – 4:55
5. Mann's Fate (Kaukonen) – 5:20

### Titres bonus
1. Keep Your Lamps Trimmed And Burning (Reverend Gary Davis) – 3:48
2. Candy Man (Davis) – 3:35
3. True Religion (traditionnel arrangement Kaukonen / Casady) – 5:23
4. Belly Shadow (Kaukonen) – 2:59
5. Come Back Baby (Lightnin' Hopkins) – 6:07

## Musiciens
- Jorma Kaukonen : guitare acoustique, chant
- Jack Casady : guitare basse
- Will Scarlett : harmonica